# Joachim Rücker
Joachim Rücker (Schwäbisch Hall, 30 maggio 1951) è un diplomatico tedesco.
Dal settembre 2006 al giugno 2008 ha svolto, per conto dell'ONU, il ruolo di amministratore del Kosovo.
Nel novembre 2008 è stato nominato ambasciatore di Germania in Svezia.
Dal 2015 è Presidente del Consiglio per i diritti umani delle Nazioni Unite.